# Polycarpe Gondre
Polycarpe Gondre, né le 21 août 1801 à La Motte-en-Champsaur (Hautes-Alpes, France) sous le nom de Jean-Hippolyte Gondre et mort le 9 janvier 1859 à Annecy (Haute-Savoie, France), est un religieux français, second fondateur des Frères du Sacré-Cœur. En 1984, il fut déclaré vénérable par saint Jean-Paul II.

## Biographie
Après avoir obtenu son brevet d'enseignement, il ouvre une école dans sa ville natale afin d'y développer l'éducation chrétienne. En 1827, il entre au noviciat des Frères du Sacré-Cœur de Lyon, où il prend le nom de Polycarpe en hommage à saint Polycarpe de Smyrne. Deux ans plus tard, il prononce ses vœux religieux. La congrégation connaît de graves difficultés, mais, grâce au Frère Polycarpe, les frères retrouvent courage, ferveur et prospérité. 
S'il est chassé par la Révolution française de 1830, il est nommé supérieur général de l'institut en 1841. Celui-ci compte alors 59 frères et 15 écoles. À sa mort en 1859, il compte 400 frères et 97 écoles. Ses disciples le considèrent ainsi comme le second fondateur des Frères du Sacré-Cœur. Il est par ailleurs reconnu pour « une radieuse tranquillité jointe à une piété vraie, un intérêt bien marqué pour la mortification et la vie intérieure ».

### Ouvrages
- Pierre Cubizolles, Le diocèse du Puy-en-Velay des origines à nos jours, Créer, 2005, 525 p. (lire en ligne).
- Louis Gondre, Le Dauphinois Jean Hippolyte Gondre : de l'enfant du Champsaur au vénérable Polycarpe, 2009 (lire en ligne).

### Bande dessinée
- Lionel Goulet, Conrad Pelletier, Roland Perret (dessin) et Raymond Marie (scénario), Jean-Hippolyte Gondre - Frère Polycarpe, 1985, 16 p. (lire en ligne).